# 中島源陽
中島 源陽（なかじま もとはる、1962年9月5日 - ）は、日本の政治家。宮城県議会議員（6期）。元宮城県議会議長。

## 来歴
- 宮城県大崎市岩出山出身[1]。大崎市立岩出山中学校、宮城県古川高等学校卒業。宮城県農業短期大学畜産科卒業。
- 2003年（平成15年） 宮城県議会議員に初当選。産業経済委員会委員、地域医療対策調査特別委員会委員
- 2004年（平成16年） 産業経済委員会副委員長、地域医療対策調査特別委員会副委員長
- 2005年（平成17年） 保健福祉委員会委員、地方分権・自立改革調査特別委員会副委員長
- 2006年（平成18年） 総務企画委員会委員、農業・農村経営所得安定対策等調査特別委員会委員
- 2007年（平成19年） 宮城県議会議員 当選（2期目）
- 2011年（平成23年） 宮城県議会議員 当選（3期目）
- 2015年（平成27年） 宮城県議会議員 当選（4期目）
- 2016年（平成28年）11月25日 宮城県議会議長（～2018年11月26日）[2]
- 2019年（令和元年） 宮城県議会議員 当選（5期目）
- 2023年（令和5年） 宮城県議会議員 当選（6期目）